# Renate Groenewold
Renate Titzia Groenewold (Musselkanaal, 8 oktober 1976) is een Nederlands oud-schaatsster en oud-schaatscoach. Ze schaatste bij het TVM-schaatsteam, maar Groenewold was ook lid van de DSB Wielerploeg. Tussen 2011 en 2014 was zij coach bij Team Corendon (voorheen Team Op=Op Voordeelshop) samen met Peter Kolder.
Het grootste succes uit haar loopbaan behaalde zij in 2004, toen zij in Hamar Wereldkampioen allround werd. Daarmee was zij de eerste Nederlandse wereldkampioene sinds 1974. Groenewold nam acht keer deel aan het WK Allround. Zes keer reed ze bij de top tien. Naast haar titel in 2004 stond ze ook op het WK van 2001 op het erepodium bij de huldiging, ze werd derde. Afstandmedailles haalde ze allen in de jaren dat ze ook op het podium plaatsnam. In 2001 veroverde ze goud op de 1500m en zilver op de 5000m. In 2004 veroverde ze goud op de 3000m en zilver op de 1500m en 5000m.

## Biografie

### Seizoen 2001/2002
Het seizoen 2001/2002 stond in het teken van de Olympische Winterspelen van Salt Lake City. Daar kwam Groenewold ten val op de 1500 meter, maar pakte wel de zilveren medaille op de 3 kilometer.

### Seizoen 2005/2006
Op 27 december 2005 weet Groenewold zich tijdens het Nederlands Kampioenschap afstanden in Heerenveen voor zowel de 1500 als de 3000 meter te kwalificeren voor de Olympische Winterspelen 2006 in Turijn. Haar kwalificatie voor de 3000 meter weet ze succesvol te "verzilveren" met een zilveren medaille, ze eindigt vlak achter landgenote Ireen Wüst en voor de Canadese favoriete Cindy Klassen. De 1500 en 5000 meter vallen enigszins tegen, op beide afstanden wordt ze negende. Ze neemt ook deel aan het nieuwe Olympische onderdeel achtervolging. Samen met Paulien van Deutekom en Ireen Wüst slaagt ze er in de kwartfinale niet in om de Duitse vrouwen van een halve finale plaats af te houden. Uiteindelijk wordt Nederland zesde op de achtervolging.
Het seizoen eindigt in mineur. Groenewold is ziek in de aanloop naar de WK Allround in Calgary en wordt vervangen door Tessa van Dijk.

### Seizoen 2006/2007
Het seizoen begint goed voor Groenewold. De Groningse wint in november de wereldbeker over 3000 meter in Heerenveen en staat zo na twee jaar weer op de hoogste tree bij een wereldbekerwedstrijd. Een week later herhaalt ze deze prestatie in Berlijn. In Collalbo waar het EK wordt gehouden, neemt ze voor de vijfde keer de bronzen medaille naar huis. Ireen Wüst mist op driehonderdste de titel en Martina Sáblíková wordt Europees kampioen.

### Seizoen 2007/2008
Tijdens de tweede world cup-wedstrijd rijdt Groenewold op de 3 kilometer een nieuw Nederlands record: 3.55,98. In deze rit nam ze het op tegen de Tsjech Martina Sáblíková die een Tsjechisch record reed en 0,15 seconden sneller reed! Op vrijdag 7 december 2007 wint ze tijdens de world cup in Heerenveen op de 3000 meter en maakt ze via Sport1 bekend tijdens de Spelen van 2010 in Vancouver haar schaatscarrière te willen afsluiten.
In een skate-off voor het laatste startbewijs voor het WK Allround besloot Groenewold de 3000 meter niet te rijden. Ze voelde zich fysiek niet helemaal in orde. Door deze afmelding plaatste Diane Valkenburg zich automatisch voor het WK.

### Seizoen 2008/2009
In dit seizoen besloot Groenewold zich volledig te richten op de stayerafstanden, de 3000 en 5000 meter. Tijdens één world cup-wedstrijd, de 3000 meter in Thialf, wist zij op 14 november 2008 de Tsjechische Sablikova te verslaan. Daar Groenewold nog niet eerder een Wereldkampioenschap per afstand wist te winnen, was een voorbode voor dit seizoen: in de ijshal van Vancouver lukte het haar om met zeven honderdste verschil het goud te pakken op "haar" afstand in een nieuw baanrecord. Vooraf kondigde ze al haar plannen aan en tijdens dat interview gebruikte ze kritische woorden richting ploeggenoten Van Deutekom en Wüst die zichzelf overtraind hadden door tóch tijdens rustperiodes door te trainen. Op de WK afstanden 2009 in Richmond, Canada veroverde Groenewold de wereldtitel op de 3000 m, het verschil met Martina Sáblíková bedroeg op de streep 0,07 seconde.
Voor aanvang van haar laatste seizoen werd ze begin mei succesvol geopereerd aan een hernia. Toen op 3 juli 2009 de Duitse Claudia Pechstein werd beschuldigd van het gebruik van bloeddoping zei ze: "Voor mij is ze keihard van haar voetstuk gevallen. Ik heb geen enkel respect meer voor haar. Ik ben perplex, maar vooral woedend. Ik weet niet hoelang ze de boel al belazerd heeft, maar mijn gedachten gaan direct terug naar Salt Lake City. Er is niets erger dan olympisch goud te verliezen van iemand die later gepakt wordt. Pechstein heeft niet alleen zichzelf verneukt, maar iedereen om haar heen."

### Seizoen 2009/2010
In het eerste SchaatsSport-nummer vertelden Groenewold en oud-schaatsster en juriste Annemieke Hazelhoff over hun onderzoeksrapport Together4talent waarin zij onderzochten hoe de informatieverstrekking van pupillen A naar de gewestelijke selecties verloopt. Daarbij kwamen aspecten als de combinatie school en schaatsen (lootscholen), voeding en materiaal en de communicatie (het aanmelden en in aanmerking komen voor regiowedstrijden en waar die toe dienen) aan de orde. De KNSB heeft al positief gereageerd op het onderzoek.
Op 28 december 2009 rijdt Groenewold een matige 3000 meter tijdens het OKT en was ze aanvankelijk niet van plan uit te komen op de Olympische Winterspelen. Voor de 5000 meter meldt ze zich af. Na gesprekken en trainingsarbeid liet ze weten de vorm te pakken te hebben en gebruik te willen maken van het startbewijs.
Groenewold beëindigde haar carrière op 12 maart 2010 in Thialf met het rijden van de 3000 meter.

### Na haar carrière
In 2011 richtte ze de vrouwen-schaatsploeg Team Op=Op Voordeelshop op waar ze ook coach van werd. In maart 2016 keerde ze terug toen de ploeg Team Corendon uiteenviel. Met ingang van seizoen 2016/2017 is ze coach van Uwgereedschap.nl en manager van Team Victorie.
In 2016 werden al haar gouden medailles gestolen bij een inbraak.  De wereldschaatsbond ISU liet de vijf medailles namaken en Groenewold kreeg de medailles in maart 2017 opnieuw uitgereikt tijdens het WK Shorttrack. Op 26 oktober 2018 werd ze door de Internationale Schaatsunie benoemd als vertegenwoordiger van de coaches in de Technische Commissie (langebaan) van de ISU.
Groenewold is ook werkzaam in de timmerfabriek en het aannemersbedrijf van haar broer in Stadskanaal.

## Persoonlijke records
| Afstand    | Tijd    | Datum            | Baan           |
| ---------- | ------- | ---------------- | -------------- |
| 500 meter  | 39,48   | 26 januari 2002  | Calgary        |
| 1000 meter | 1.17,16 | 24 februari 2001 | Calgary        |
| 1500 meter | 1.55,29 | 20 november 2005 | Salt Lake City |
| 3000 meter | 3.55,98 | 16 november 2007 | Calgary        |
| 5000 meter | 7.01,21 | 27 november 2004 | Heerenveen     |

## Resultaten
| Jaar | NK Afstanden                          | NK Sprint | NK Allround | EK Allround           | WK Allround            | WK Afstanden                        | Olympische Spelen                              | Wereldbeker                          | WK Junioren |
| ---- | ------------------------------------- | --------- | ----------- | --------------------- | ---------------------- | ----------------------------------- | ---------------------------------------------- | ------------------------------------ | ----------- |
| 1993 | 11e 1000m 12e 1500m 13e 3000m         |           |             |                       |                        |                                     |                                                |                                      |             |
| 1994 | 16e 1500m                             |           |             |                       |                        |                                     |                                                |                                      |             |
| 1995 | 7e 500m · 1500m · 5e 3000m · 6e 5000m |           |             |                       |                        |                                     |                                                |                                      | 5e          |
| 1996 | 5e 1500m NS 3000m                     |           | 5e          |                       |                        |                                     |                                                |                                      | Zilver      |
| 1997 |                                       |           | 4e          |                       |                        |                                     |                                                |                                      |             |
| 1998 | 16e 1500m · 5e 3000m · 5000m          |           | NC9         |                       |                        |                                     |                                                | 47e 1500m 26e 3k/5k                  |             |
| 1999 | 6e 1500m · 4e 3000m · 5000m           |           |             | 7e (19e, 6e, 7e, 5e)  | 12e (21e, 7e, 12e, 6e) |                                     |                                                | 13e 1500m 4e 3k/5k                   |             |
| 2000 | 6e 500m NS 3000m                      |           | Goud        | · (10e, , , 4e)       | 5e (18e, 4e, 7e, 5e)   | 10e 1500m 6e 3000m                  |                                                | 5e 1500m 5e 3k/5k                    |             |
| 2001 | 5e 1000m · 1500m · 3000m · 5000m      |           | Zilver      | Dq · (Dq, , , -)      | · (8e, , 4e, )         | 4e 1500m 7e 3000m 4e 5000m          |                                                | 9e 1500m 4e 3k/5k                    |             |
| 2002 | 6e 500m · 1000m                       |           |             | · (5e, , 5e, )        | 6e (9e, 7e, 5e, 4e)    |                                     | val 1500m · 3000m                              | 7e 1500m 4e 3k/5k                    |             |
| 2003 | 1000m · 1500m · 3000m                 |           | Goud        | · (5e, , 4e, )        | 8e (8e, 10e, 4e, 8e)   | 6e 1500m                            |                                                | 7e 1500m 12e 3k/5k                   |             |
| 2004 | 4e 1500m · 3000m · 5000m              |           | Goud        | · (6e, , , 4e)        | · (9e, , )             |                                     |                                                | 1500m · 3k/5k                        |             |
| 2005 | 7e 500m · 1000m · 1500m · 3000m       | 8e        | Zilver      | 5e · (12e, 4e, 9e, )  | 7e (18e, 6e, 7e, 7e)   | 8e 1500m 10e 3000m                  |                                                | 6e 1500m · 3k/5k                     |             |
| 2006 | 1500m · 3000m · 5000m                 |           |             | · (8e, , )            |                        |                                     | 9e 1500m · 3000m · 9e 5000m · 6e achtervolging | 5e 1500m 10e 3k/5k                   |             |
| 2007 | 1500m · 3000m                         |           | Zilver      | · (10e, , 5e, )       | NF (13e, Ns, -, -)     | 3000m · 13e 5000m · achtervolging   |                                                | 23e 1500m · 4e 3/5km · achtervolging |             |
| 2008 | 7e 1500m · 5000m                      |           | Zilver      | 7e (12e, 6e, 10e, 6e) |                        | 7e 3000m · 6e 5000m · achtervolging |                                                | 19e 1500m · 3/5km · 6e achtervolging |             |
| 2009 | 3000m · 5000m                         |           | DQ op 5000m | 5e (10e, 5e, 5e, 4e)  | 8e · (11e, , 14e, 7e)  | 3000m · 7e 5000m · achtervolging    |                                                | 5e 3/5km · achtervolging             |             |
| 2010 | 3000m · 5000m                         |           |             |                       |                        |                                     | 10e 3000m 6e achtervolging                     | 11e 3/5km 5e achtervolging           |             |

NC# = niet gekwalificeerd voor de laatste afstand, maar wel als # geklasseerd in de eindrangschikking
DQ = gediskwalificeerd, NS = niet gestart, NS# = niet gestart op de #e afstand

### Medaillespiegel
| Kampioenschap     | Goud | Zilver | Brons |
| ----------------- | ---- | ------ | ----- |
| NK Afstanden      | 10   | 10     | 5     |
| NK Allround       | 3    | 4      | 0     |
| EK Allround       | 0    | 1      | 5     |
| WK Allround       | 1    | 0      | 1     |
| WK Afstanden      | 2    | 3      | 0     |
| Olympische Spelen | 0    | 2      | 0     |
| Wereldbeker       | 0    | 2      | 3     |
| WK Junioren       | 0    | 1      | 0     |